# سیارک ۲۷۰۹۸
سیارک ۲۷۰۹۸ (به انگلیسی: 27098 Bocarsly، نامگذاری:1998UC41)۲۷۰۹۸مین سیارک کشف شده‌است که در ۲۸ اکتبر ۱۹۹۸ کشف شد.